# 木古内町寒中みそぎ祭り
座標: 北緯41度40分54.8秒 東経140度25分53.5秒 / 北緯41.681889度 東経140.431528度
木古内町寒中みそぎ祭り（きこないちょうかんちゅうみそぎまつり）は、北海道上磯郡木古内町で行われる祭りの名称。毎年1月中旬に行われ、ふんどし姿の若者が極寒の海へ入水し、豊作や豊漁を祈願する祭りである。19世紀から続く祭りで、木古内町に1600年代から建つ佐女川神社に伝わる伝統行事。祭りに際し、木古内町寒中みそぎフェスティバルが同時に行われ、グルメフェアや物産展などの各種イベントが催される。木古内町観光協会が主催、開催地は北海道上磯郡木古内町字木古内157-1、佐女川神社境内。

## 歴史
1831年1月15日の早朝、「御神体を潔めよ」と佐女川神社の神主の夢枕にお告げがあり、すぐさま神主は神社の真下を流れていた佐女川に向かった。川に着いた神主は川に張っていた氷を砕くと、その冷水を体に浴びて自分の体を清めた。その後神社の御神体を抱き海岸に目をやると、河口には波に打たれた大鮫が見え、その背中の上には白衣を着た美しい女の姿があったという。女を神の聖なる使者であると信じた神主は、御神体とともに何度も極寒の海へ沐浴した。しかし神主が気づいた時には既に女の姿はなく、河口にいた大きなサメも上流へと上り、小さな沼へ消えていったとされる。神主が御神体とともに海へ入り、自身の体と御神体を清めたその年からは、不思議なことに村の豊作豊漁が続いて天保の大飢饉を乗り越え、賑わいを見せた。
それ以降は「行修者」と呼ばれる若者4名が、毎年1月13日より佐女川神社へ籠って一日中冷水を浴び、体を清めるようになった。1月15日に御神体である別当・弁財天・山の神・稲荷の4体を抱いたまま、極寒の津軽海峡の海へと飛び込んで1年の豊漁と豊作を祈願するこの祭りは、木古内町の伝統行事として受け継がれている。
かつては女の不浄を浄める女人禁制の神事だった。「行修者」に選ばれるのは穢れ無き未婚の男性とされ、1年目は弁天様、2年目は山の神、3年目は稲荷様、最後の年に玉依姫命の像を持つ事になっており、一度選ばれると4年間務めることになっていた。その間は結婚は許されず、親族に喪があった場合神事には参加できなかった。厳しい掟にもかかわらず名誉として参加者が競って出されたが、戦後の衰退により参加者が減少したため、女人禁制を含め見直しが行われた。

## 概要
毎年佐女川神社の境内とみそぎ浜で行われる祭りで、通例1月13日から15日の期間行われる。
初日（参籠報告祭と呼ばれる）となる13日には、4名の「行修者」が神社の境内に籠もり冷水を浴びる「水ごり」の修行をする。行修者たちは立ち膝で腕組みをし、背中に打ちつけられる冷水を耐え忍ぶ。神社前のみそぎで使用される冷水は真水で、木製の桶が用いられる。
15日にはみそぎ浜まで主催者・関係者による「みそぎ行列」が行われ、4名の行修者も参列。海上には数隻の船が浮かぶ。行修者は白い装束に包まれた、それぞれ4体の御神体を抱いたまま海へ沐浴（海水みそぎ）、互いに海水を掛け合うなどし、みそぎを終える。その後は行列に参列した一行とともに神社へともどり、無事に御神体を潔め終えたことを報告、これを「本祭」として祭りは終了となる。
同時に行われる「寒中みそぎフェスティバル」では、みそぎ広場会場に地元の物産を販売する店舗のテントが並ぶほか、「みそぎ太鼓」や「みそぎソーラン炎の舞」などの演奏・上演が催される。ほかに、餅つき・餅まきやみそぎそば・御神酒の販売なども行われる。その他、木古内町の地酒には「みそぎの舞」という名の清酒もある。
フェスティバルには4体の御神体をモチーフにしたマスコットキャラクターも登場。さらに、祭りの期間中に撮影した写真を競う「全国寒中みそぎ祭り写真コンテスト」を開催しており、一般応募の写真作品からそれぞれ「みそぎ大賞」・「みそぎ準賞」・「入賞」を決定する。コンテストの応募締切は通例祭り翌月の2月中旬ごろである。祭りおよびフェスティバルは木古内町観光協会の組織する寒中みそぎフェスティバル実行委員会が主催する。